# Караса
Караса (рум. Carasa) — село у повіті Ботошані в Румунії. Входить до складу комуни Корлетень.
Село розташоване на відстані 391 км на північ від Бухареста, 25 км на північний захід від Ботошань, 119 км на північний захід від Ясс.

## Населення
За даними перепису населення 2002 року у селі проживали 700 осіб, усі — румуни. Усі жителі села рідною мовою назвали румунську.